# Imke Schellekens-Bartels
Imke Anne Marian Schellekens-Bartels (nacida como Imke Anne Marian Bartels, Eindhoven, 15 de marzo de 1977) es una jinete neerlandesa que compitió en la modalidad de doma. Es hija de la jinete Tineke Bartels.
Participó en dos Juegos Olímpicos de Verano, obteniendo una medalla de plata en Pekín 2008, en la prueba por equipos (junto con Hans Peter Minderhoud y Anky van Grunsven), y el cuarto lugar en Atenas 2004, en la misma prueba.
Ganó dos medallas en el Campeonato Mundial de Doma, oro en 2010 y plata en 2006, y cuatro medallas en el Campeonato Europeo de Doma, en los años 2007 y 2009.

## Palmarés internacional
| Juegos Olímpicos   | Juegos Olímpicos           | Juegos Olímpicos  | Juegos Olímpicos      |
| Año                | Lugar                      | Medalla           | Categoría             |
| ------------------ | -------------------------- | ----------------- | --------------------- |
| 2008               | Hong Kong (China)          | Medalla de plata  | Por equipos           |
| Campeonato Mundial |                            |                   |                       |
| Año                | Lugar                      | Medalla           | Categoría             |
| 2006               | Aquisgrán (Alemania)       | Medalla de plata  | Por equipos           |
| 2010               | Lexington (Estados Unidos) | Medalla de oro    | Por equipos           |
| Campeonato Europeo |                            |                   |                       |
| Año                | Lugar                      | Medalla           | Categoría             |
| 2007               | La Mandria (Italia)        | Medalla de oro    | Por equipos           |
| 2007               | La Mandria (Italia)        | Medalla de bronce | Individual (especial) |
| 2007               | La Mandria (Italia)        | Medalla de bronce | Individual (libre)    |
| 2009               | Windsor (Reino Unido)      | Medalla de oro    | Por equipos           |